# Strojnica ERO
Strojnica "Ero" hrvatska je strojnica proizvedena tijekom Domovinskog rata (1992.). Zasniva se na poznatoj izraelskoj kratkoj strojnici Uzi. Ujedno je i njena ista kopija. Strojnica je pak rezultat i plod vrhunskog timskog rada hrvatskih stručnjaka i inovatora. Htjeli su izradili strojnicu koja bi bila upotrijebljena na bojištu kao pješačko oružje, ponajprije prilagođeno djelovanju specijalnih postrojbi, za razliku od svog prvobitnog originala. Pogodna je za blisku borbu. Postoji i manja inačica - zvana "Mini-Ero"
Kratka strojnica ERO teška je 2,2 kg, duga 545,5 mm i s brzinom streljiva 400 metra u sekundi. Zatvarač većim dijelom obuhvaća cijev. Cijev je smještena u kućištu, čime se smanjuje ukupna duljina oružja. Kapacitet spremnika je 32 metka. Ručica zatvarača smještena je na gornjoj strani kućišta. Regulator paljbe nalazi se na vrhu rukohvata. Na oružje se može postaviti prigušivač ili laserski nišanski uređaj. Kratka strojnica "ERO" može podesiti zadnji ciljnik na 100 i 200 metara, a režim vatre može joj biti (po)jedinačno i rafalno. Sadrži i dvije vrste kočnica.
Po svojim dimenzijama i taktičko-tehničkim osobinama "Ero" i "Mini-Ero" vrlo malo se razlikuju od originala po kojima su napravljeni (de facto jedina razlika je u kadenci rafalne paljbe, koja je kod "Uzi"-ja iznosila 600 metaka/min, a kod "Ere" 650 metaka/min).
Proizvođač je "Arma Grupa" iz Zagreba.